# 腺果大叶蔷薇
腺果大叶蔷薇（学名：Rosa macrophylla var. glandulifera）为蔷薇科蔷薇属下的一个变种。

## 扩展阅读
- 維基物種上的相關：腺果大叶蔷薇